# Thuyên tắc

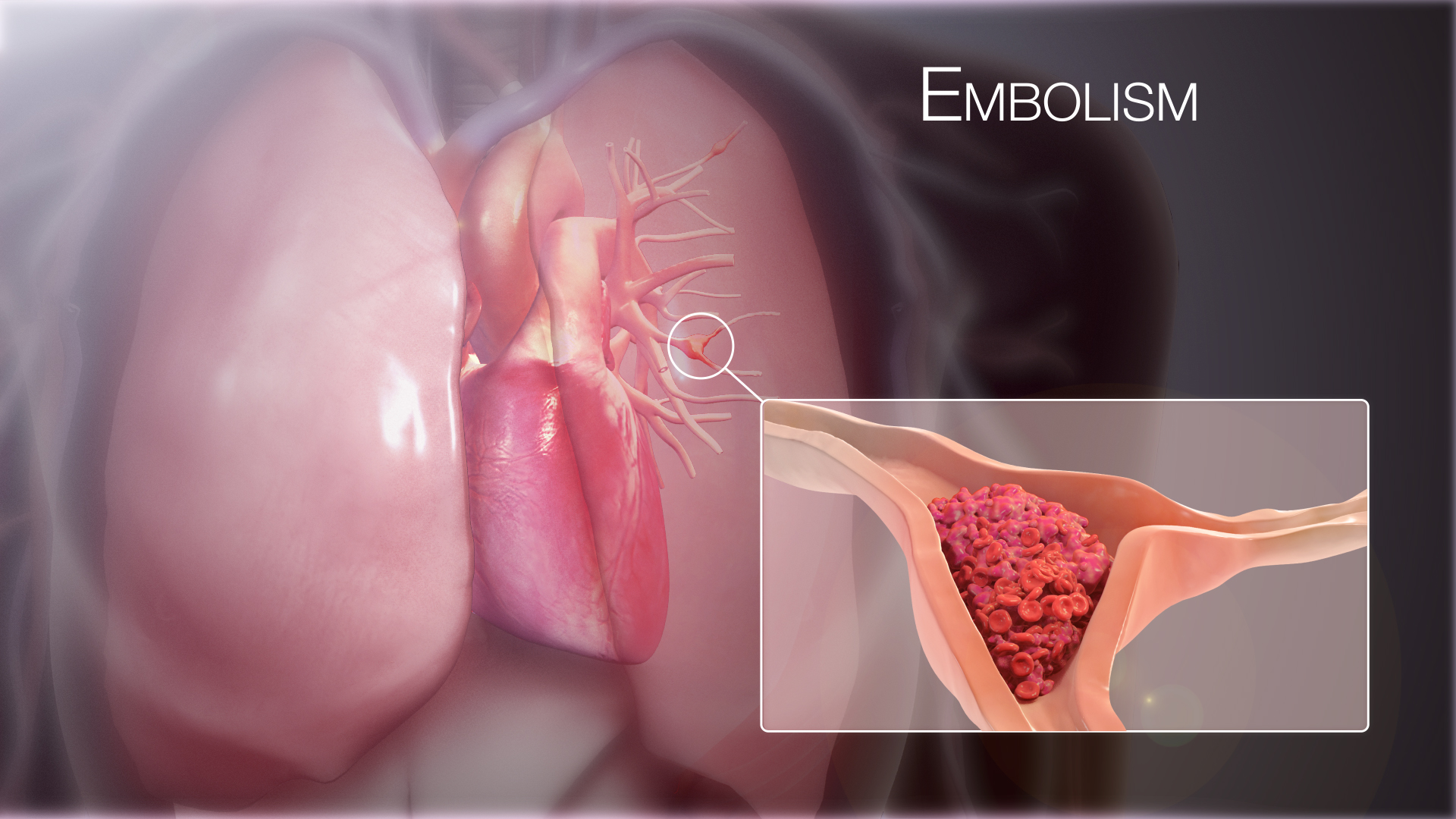
Thuyên tắc

Thuyên tắc hay tắc mạch là sự xuất hiện của  một mảnh vật liệu gây tắc nghẽn, bên trong mạch máu. Thuyên tắc có thể là cục máu đông (huyết khối), khối mỡ (thuyên tắc mỡ), bong bóng khí hoặc khí khác (thuyên tắc khí) hoặc vật chất lạ. Thuyên tắc có thể gây ra tắc nghẽn một phần hoặc toàn bộ lưu lượng máu trong mạch bị ảnh hưởng. Sự tắc nghẽn như vậy (tắc mạch máu) có thể ảnh hưởng đến một phần của cơ thể ở xa nguồn gốc của thuyên tắc. Thuyên tắc trong đó vật cản là một mảnh huyết khối được gọi là thuyên tắc huyết khối.
Thuyên tắc thường là một sự kiện bệnh lý, nghĩa là kèm theo bệnh tật hoặc chấn thương. Đôi khi nó được tạo ra có chủ ý vì một lý do trị liệu, chẳng hạn như cầm máu hoặc tiêu diệt khối u ung thư bằng cách ngừng cung cấp máu cho khối u này. Liệu pháp như vậy được gọi là nút mạch.

## Phân loại
Có nhiều loại tắc mạch khác nhau, một số trong đó được liệt kê dưới đây.
Thuyên tắc có thể được phân loại dựa trên nơi nó đi vào lưu thông, hoặc trong các động mạch hoặc trong tĩnh mạch. Thuyên tắc động mạch là những người theo sau và, nếu không bị hòa tan trên đường đi, ở một phần xa hơn của lưu thông hệ thống. Đôi khi, nhiều phân loại áp dụng; ví dụ, tắc mạch phổi cũng được phân loại là thuyên tắc động mạch, theo nghĩa là cục máu đông đi theo động mạch phổi mang máu khử oxy ra khỏi tim. Tuy nhiên, tắc mạch phổi thường được phân loại là một dạng thuyên tắc tĩnh mạch, bởi vì thuyên tắc hình thành trong tĩnh mạch, ví dụ như huyết khối tĩnh mạch sâu.